# Chronologie de Saint-Étienne

Les armes de Saint-Étienne qui se blasonnent ainsi : « D'azur à deux palmes d'or en sautoir cantonnées en chef d'une couronne royale fermée du même et de trois croisettes pierrées d'argent deux aux flancs, une en pointe ».

Voici une chronologie de l'histoire de la ville de Saint-Étienne, en France. 

## Avant leXXesiècle
- 1184 - Fondation de l'église Notre-Dame de Valbenoîte.
- 1310 - Début de la construction de la Grand'Église de Saint-Étienne.
- 1790 - La ville est rattachée au département de Rhône-et-Loire.
- 1793 - La ville est rattachée au département de la Loire.
- 1800 - Population : 16 259 habitants.
- 1816 - Création de l'École nationale supérieure des mines de Saint-Étienne.
- 1821 - Construction de l'hôtel de ville de Saint-Étienne.
- 1828 - Mise en service du chemin de fer de Saint-Étienne à Andrézieux[1].
- 1831 - Mise en service du chemin de fer Lyon-Saint-Étienne.
- 1855 - Beaubrun, Montaud, Outre-Furan et Valbenoîte sont rattachés à Saint-Étienne.
- 1856 - L'administration de la Loire est transférée de Montbrison à Saint-Étienne.
- 1861 - Ouverture du Musée d'art et d'industrie de Saint-Étienne au Palais des Arts[2].
- 1863 - Planfoy est rattaché à Saint-Étienne.
- 1864 - Construction de la Manufacture d'armes de Saint-Étienne.
- 1876 - Création de la coopérative de consommation de l'Union des travailleurs de Saint-Étienne[3],[4].
- 1881 - Mise en service du tramway de Saint-Étienne.
- 1884 - Reconstruction de la gare de Saint-Étienne-Châteaucreux.
- 1886 - Population : 117 875 habitants.
- 1890 - Construction du lycée Claude-Fauriel.
- 1898 - Création de la société des magasins du groupe Casino[5].
- 1900 - Construction de l'hôtel de préfecture de la Loire[6].

## XXesiècle
- 1901 - Création de l'Automobile Club[5].
- 1902 - Construction de l'immeuble du conseil syndical de Saint-Étienne.
- 1910 - Ouverture de l'Etoile-Théâtre[7].
- 1911 - Population : 148 656 habitants[8].
- 1922 - Création de la cinémathèque de Saint-Étienne[9].
- 1923 - Construction de la cathédrale de Saint-Étienne.
- 1926 - Population : 193 737 habitants.
- 1930 - Création d'Histoire et Patrimoine de Saint-Étienne.
- 1933 - Construction de la résidence Maisons sans escalier.
- 1938 - Ouverture du cinéma Capitole[10].
- 1942 - Mise en service des trolleybus de Saint-Étienne.
- 1952 - Début de la course à pied Lyon-Saint-Étienne SaintéLyon.
- 1962 - Population : 210 311 habitants.
- 1968 - Population : 223 223 habitants.
- 1969
  - Création de l'Université Jean Monnet.
  - Saint-Victor-sur-Loire et Terrenoire sont rattachés à Saint-Étienne.
- 1971 - Création de l'École nationale supérieure d'architecture de Saint-Étienne.
- 1973 - Rochetaillée est rattachée à Saint-Étienne
- 1977
  - Mars : Élections municipales de Saint-Étienne en 1977.
  - Joseph Sanguedolce devient maire.
- 1978 - Construction de l'aérogare de l'aéroport de Saint-Étienne-Bouthéon.
- 1981 - Radio Dio commence à émettre.
- 1987 - Création du musée d'art moderne.
- 1990
  - Début du festival Massenet.
  - Population : 199 396 habitants.
- 1993 - Ouverture de la Médiathèque Centrale de Tarentaize[11].
- 1995 - Début du festival des 7 Collines de Saint-Étienne (festival culturel).

## XXIesiècle
- 2005 - Conservatoire à rayonnement régional de Saint-Étienne (école de musique) en activité.
- 2011 - Population: 170 049 habitants.
- 2014
  - Mars : Élection municipale de Saint-Étienne de 2014 organisée.
  - Gaël Perdriau devient maire.
- 2015 - décembre : Élection régionale Auvergne-Rhône-Alpes de 2015 organisée[12].
- 2016 - Saint-Étienne fait partie de la région Auvergne-Rhône-Alpes.